# Lápis entalhado

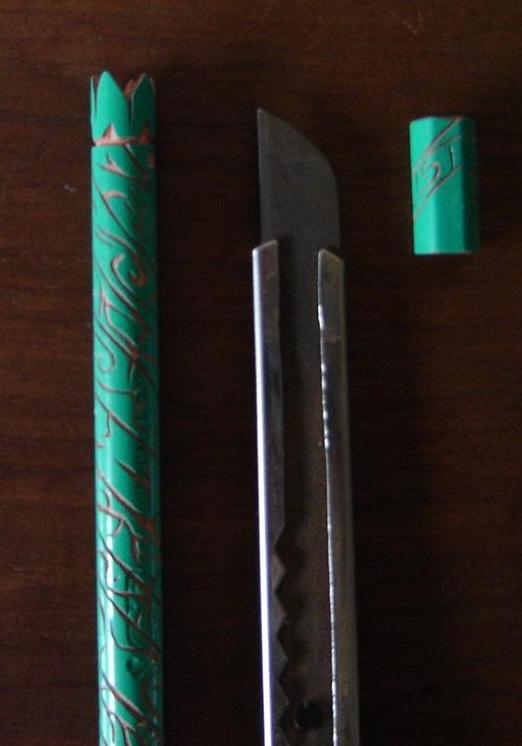
Lápis, estilete e grimório.

Um lápis entalhado é uma arte ou escultura feita em um lápis usando ferramentas de corte, como estiletes ou formões. Para iniciantes é recomendável o uso de lápis de resina termoplástica, já que é um material de maior maleabilidade, sem fibras e que não lasca.
A arte de entalhar exige principalmente paciência, já que um erro pode deformar a obra sem volta, ou até mesmo estragá-la completamente. Os entalhes em lápis são mais do que uma simples distração, é uma arte que, se feita com perseverança, produz efeitos surpreendentes. Os lápis entalhados podem ser vendidos, produzidos apenas como hobby para satisfação pessoal, e também dão um ótimo presente.